# Fred Thieler

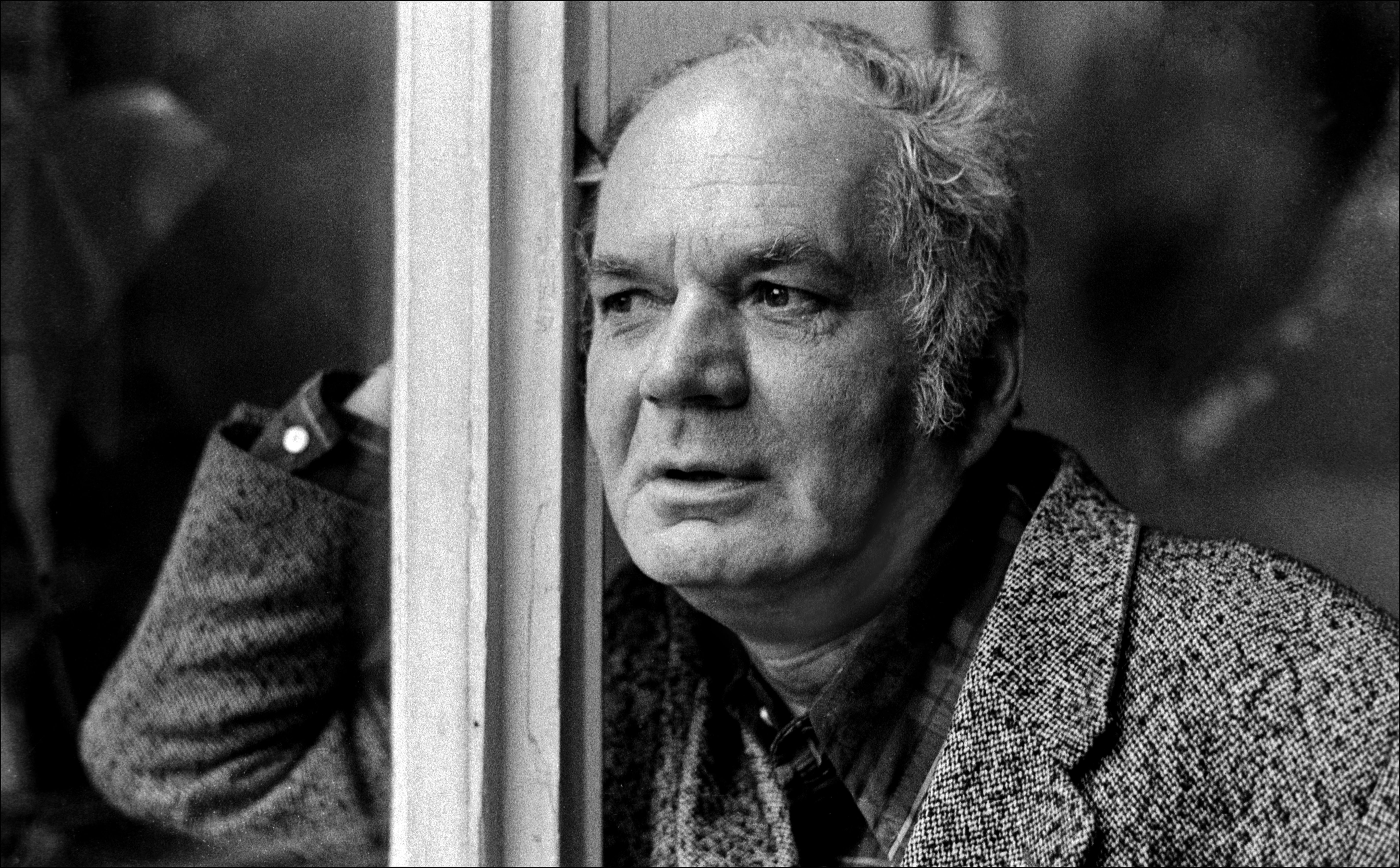
Fred Thieler (1974)

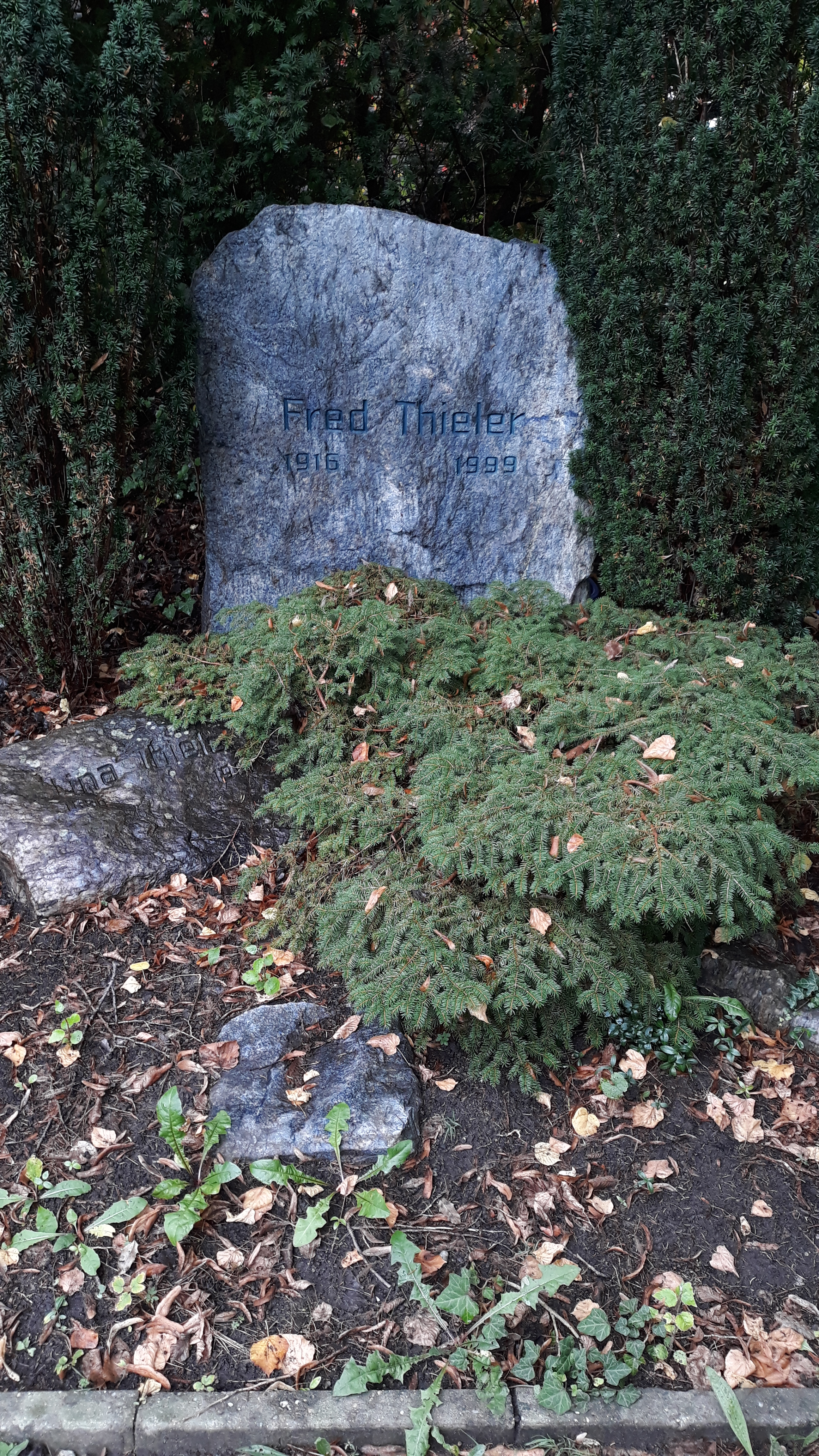
Das Grab von Fred Thieler auf dem Friedhof Lankwitz in Berlin.

Fritz Wilhelm Richard „Fred“ Thieler (* 17. März 1916 in Königsberg; † 6. Juni 1999 in Berlin) war ein deutscher Maler des Informel.

## Leben und Werk
Fred Thieler wurde als Sohn des Schuldirektors Richard Thieler und der Hausfrau Lina, geborene Miserowitz, in Königsberg geboren. 1937 immatrikulierte er sich an die Albertina in Königsberg für das Fach Medizin, wurde aber bald zum Kriegseinsatz in Polen und Frankreich eingezogen. Da seine Mutter Jüdin war, wurde er 1941 aus dem Heeresdienst entlassen und die Weiterführung seines Medizinstudiums wurde ihm verboten. Verfolgt von den Nationalsozialisten schrieb er sich bei der privaten Malschule von Hein König in München ein. Danach musste er in den Untergrund gehen und arbeitete mit dem Umfeld der Weißen Rose und dem Maler und Widerstandskämpfer Mac Zimmermann zusammen. Er holte seine Mutter illegal nach München und brachte sie heil durch die Kriegszeit. Zudem versteckte er auch einen im Februar 1945 aus der Militärstrafanstalt in Nürnberg geflohenen Häftling.
Nach dem Zweiten Weltkrieg besuchte er die Klasse von Karl Caspar und studierte von 1946 bis 1950 Malerei an der Akademie der Bildenden Künste in München, wo er seine ersten abstrakten Bilder malte. Im Mai 1952 wird Thieler offiziell in die Gruppe ZEN 49 aufgenommen, der er schon seit ihrer Gründung nahestand und an deren erster Gemeinschaftsausstellung in München er 1950 als Gast teilnahm. Von 1951 bis 1953 lebte er in Paris, wo er bei Stanley William Hayter arbeitete. Außerdem begegnete er dort unter anderem Hans Hartung, Pierre Soulages und Serge Poliakoff. 1953 wurde er Mitglied in der Neuen Gruppe München, 1954 wurde er in den Deutschen Künstlerbund aufgenommen. 1958 wurde seine Tochter G. L. Gabriel-Thieler geboren. Von 1959 bis 1981 hatte er eine Professur an der Hochschule für Bildende Künste in Berlin. 1972 und 1973 hatte er eine Gastprofessur am College of Art and Design in Minneapolis. Von 1976 bis 1983 vertrat er die Bundesrepublik (Internationale Gesellschaft der Bildenden Künste (IGBK) als deutsches Nationalkomitee) in der International Association of Art (IAA), zu deren Vizepräsident er 1979 gewählt wurde. 1978 wurde Thieler Mitglied der Neuen Darmstädter Sezession und der Akademie der Künste, deren Vizepräsident er von 1980 bis 1983 war. 1989 erschuf er ein Deckengemälde im Residenztheater in München.
Fred Thieler starb, mit 83 Jahren, im Juni 1999 in Berlin.

## Fred-Thieler-Preis
Seit 1992 vergibt die Berlinische Galerie alljährlich an seinem Geburtstag den von ihm gestifteten Fred-Thieler-Preis für Malerei, der mit 10.000 Euro dotiert ist. Seit 2007 wird der Preis zweijährlich vergeben.

## Auszeichnungen und Ehrungen
- 1985: Verleihung des Lovis-Corinth-Preises in Regensburg.
- 1985: Bundesverdienstkreuz 1. Klasse

## Ausstellungen (Auswahl)
- 1953: Galerie Suzanne Michel, Paris[1]
- 1958: 29. Biennale di Venezia
- 1959: documenta II, Kassel
- 1964: documenta III, Kassel
- 1977: Galerie Georg Nothelfer, Berlin
- 1983: Galerie Georg Nothelfer, Berlin
- 1984: von hier aus, Düsseldorf
- 1986: Akademie der Künste, Berlin; Saarlandmuseum, Moderne Galerie, Saarbrücken
- 1991/92: Kunsthalle Emden, Stiftung Henri Nannen; Daniel-Pöppelmann-Haus, Städtisches Museum Herford; Städtische Sammlungen Schweinfurt
- 1997: Villa Wessel in Iserlohn
- 2011: Fred Thieler zum 95. Geburtstag – Sphärisches Ereignis, Galerie Georg Nothelfer, Berlin
- 2012: Impulse des Lebens in Farbe, Düsseldorf: 7. September bis 6. Oktober 2012 (Galerie Maulberger & Becker)
- 2014: Fred Thieler. Malerei., Museum Gunzenhauser, Kunstsammlungen Chemnitz, MKM Museum Küppersmühle für Moderne Kunst[2]
- 2016: Fred Thieler. For pilots only, Galerie Georg Nothelfer, Berlin
- 2018: Große Fred Thieler Ausstellung in der Villa Wessel in Iserlohn. Bilder aus der Sammlung Marianne Hennemann.